# Burnett Guffey
Pour les articles homonymes, voir Guffey.
Burnett Guffey est un directeur de la photographie américain, né le 26 mai 1905 à Del Rio (Tennessee) et mort le 30 mai 1983 à Goleta (Californie).
Au cours de sa longue carrière, il fut nommé plusieurs fois pour l'Oscar de la meilleure photographie et l'obtint à deux reprises avec Tant qu'il y aura des hommes et Bonnie et Clyde.

## Filmographie
- 1924 : Le Cheval de fer (The Iron Horse) de John Ford
- 1929 : Fairways and Foul de John J. Mescall
- 1944 : Sailor's Holiday de William Berke
- 1944 : U-Boat Prisoner de Lew Landers et Budd Boetticher (non crédité)
- 1944 : The Soul of a Monster de Will Jason (en)
- 1944 : Kansas City Kitty de Del Lord
- 1944 : The Unwritten Code de Herman Rotsten
- 1944 : Tahiti Nights de Will Jason (en)
- 1945 : Eadie Was a Lady d'Arthur Dreifuss
- 1945 : I Love a Mystery d'Henry Levin
- 1945 : Eve Knew Her Apples de Will Jason (en)
- 1945 : The Blonde from Brooklyn de Del Lord
- 1945 : The Gay Senorita d'Arthur Dreifuss
- 1945 : The Girl of the Limberlost de Mel Ferrer
- 1945 : Le Calvaire de Julia Ross (My Name Is Julia Ross) de Joseph H. Lewis
- 1946 : Les Compagnons de Jéhu (The Fighting Guardsman) de Henry Levin
- 1946 : A Close Call for Boston Blackie de Lew Landers
- 1946 : Meet Me on Broadway de Leigh Jason
- 1946 : The Notorious Lone Wolf de D. Ross Lederman
- 1946 : A Bird in the Head d'Edward Bernds
- 1946 : Night Editor d'Henry Levin
- 1946 : Gallant Journey de William A. Wellman
- 1946 : So Dark the Night de Joseph H. Lewis
- 1947 : L'Heure du crime (Johnny O'Clock) de Robert Rossen
- 1947 : Traquée (Framed) de Richard Wallace
- 1948 : Opium (To the Ends of the Earth) de Robert Stevenson
- 1948 : Le Signe du Bélier (The Sign of the Ram) de John Sturges
- 1948 : The Gallant Blade d'Henry Levin
- 1949 : Les Ruelles du malheur (Knock on Any Door) de Nicholas Ray
- 1949 : Le Maître du gang (The Undercover Man) de Joseph H. Lewis
- 1949 : Les Désemparés (The Reckless Moment) de Max Ophüls
- 1949 : Les Fous du roi (All The King's Men) de Robert Rossen
- 1949 : C'est moi le papa (And Baby Makes Three) d'Henry Levin
- 1950 : Les Cinq Gosses d'oncle Johnny (Father is a Bachelor) d'Abby Berlin et Norman Foster
- 1950 : Le Violent (In a Lonely Place) de Nicholas Ray
- 1950 : La Loi des bagnards (en) (Convicted) d'Henry Levin
- 1950 : Emergency Wedding (en) d'Edward Buzzell
- 1951 : Sirocco (film, 1951) de Curtis Bernhardt
- 1951 : Two of a Kind d'Henry Levin
- 1951 : The Family Secret d'Henry Levin
- 1952 : L'Inexorable enquête (Scandal Sheet) de Phil Karlson
- 1952 : L'Homme à l'affût (The Sniper) d'Edward Dmytryk
- 1952 : Aveux spontanés (Assignment - Paris!) de Robert Parrish
- 1953 : La Dernière Chevauchée (The Last Posse) d'Alfred L. Werker
- 1953 : Tant qu'il y aura des hommes (From Here to Eternity) de Fred Zinnemann
- 1954 : Désirs humains (Human Desire) de Fritz Lang
- 1954 : Ici brigade criminelle (Private Hell 36) de Don Siegel
- 1954 : The Bamboo Prison de Lewis Seiler
- 1955 : Le Souffle de la violence (The Violent Men) de Rudolph Maté
- 1955 : Coincée (Tight Spot) de Phil Karlson
- 1955 : Count Three and Pray de George Sherman
- 1955 : La Haine des yeux bridés (Three Stripes in the Sun) de Richard Murphy
- 1956 : L'Enfer du Pacifique (Battle Stations) de Lewis Seiler
- 1956 : Plus dure sera la chute (The Harder They Fall) de Mark Robson
- 1956 : Au cœur de la tempête (Storm Center) de Daniel Taradash
- 1957 : Poursuites dans la nuit (Nightfall) de Jacques Tourneur
- 1957 : Demain ce seront des hommes (The Strange One) de Jack Garfein
- 1957 : Les Frères Rico (The Brothers Rico) de Phil Karlson
- 1957 : Decision at Sundown de Budd Boetticher
- 1958 : Dans les griffes du gang (The True Story of Lynn Stuart) de Lewis Seiler
- 1958 : Le Ballet du désir (Screaming Mimi) de Gerd Oswald
- 1958 : Moi et le colonel (Me and the Colonel) de Peter Glenville
- 1959 : Gidget de Paul Wendkos
- 1959 : Ceux de Cordura (They Came to Cordura) de Robert Rossen
- 1959 : Le Secret du Grand Canyon (Edge of Eternity) de Don Siegel
- 1960 : Le Commando de destruction (The Mountain Road) de Daniel Mann
- 1960 : Saipan (Hell to Eternity) de Phil Karlson
- 1960 : Let No Man Write My Epitaph de Philip Leacock
- 1961 : Opération Geishas (Cry for Happy) de George Marshall
- 1961 : Homicide (Homicidal) de William Castle
- 1961 : Mr Sardonicus de William Castle
- 1962 : Le Prisonnier d'Alcatraz (Birdman of Alcatraz) de John Frankenheimer
- 1962 : Un direct au cœur (Kid Galahad) de Phil Karlson
- 1964 : Les Trois soldats de l'aventure (Flight from Ashiya) de Michael Anderson
- 1964 : Prête-moi ton mari (Good Neighbor Sam) de David Swift
- 1965 : King Rat de Bryan Forbes
- 1966 : Matt Helm, agent très spécial (The Silencers) de Phil Karlson
- 1967 : How to Succeed in Business Without Really Trying de David Swift
- 1967 : Bonnie et Clyde (Bonnie and Clyde) d'Arthur Penn
- 1967 : Matt Helm traqué (The Ambushers) d'Henry Levin
- 1968 : Le crime, c'est notre business (The Split) de Gordon Flemyng
- 1969 : Where It's At de Garson Kanin
- 1969 : Les Sentiers de la violence (The Learning Tree) de Gordon Parks
- 1969 : Some Kind of a Nut de Garson Kanin
- 1969 : La Folle de Chaillot (The Madwoman of Chaillot) de Bryan Forbes
- 1970 : Colère noire (Halls of Anger) de Paul Bogart
- 1970 : Trois réservistes en java (Suppose They Gave a War and Nobody Came) d'Hy Averback
- 1970 : L'Insurgé (The Great White Hope) de Martin Ritt
- 1971 : The Steagle (en) de Paul Sylbert